# Shankill Road
Shankill Road je ulica u zapadnom dijelu Belfasta, u Sjevernoj Irskoj. Ovu gradsku četvrt naseljava protestantska radnička klasa, unionisti. Ulica se nalazi oko 2 km od središta grada i uglavnom su u njoj dućani, dok poprečne ulice služe za stanovanje.
Nepoznata skupina Shankill Butchers (hr. Shankillski krvnici), članovi Ulsterskih dragovoljačkih snaga, dolaze iz ove četvrti. Ulsterske dragovoljačke snage imaju jaku podršku od lokalnog stanovništva, nešto što se može primijetiti i na muralima U Shankill Roadu. 
Policija i vojska izgradili su zid koji razdvaja ovu četvrt od susjednih četvrti Falls Road i Ardoyne, u kojima živi većinsko katoličko stanovništvo. Ulica je bila važno mjesto događanja tijekom tzv. The Troubles u Sjevernoj Irskoj. Shankill Road je također poznat i kao turističko odredište jer se na njemu mogu vidjeti murali koji opisuju događaje tijekom sjevernoirskog sukoba.
Veliki broj atentata odigrao se na ovoj ulici tijekom sjevernoirskog sukoba. Jedan od primjera desio se kada su dvojica pripadnika IRA-e, Thomas Begley i Sean Kelly, izvršili bombaški atentat na Shankill Road, 23. listopada 1993. kada je poginulo 9 osoba. Begley je također poginuo u napadu. Njihov cilj bio je međutim sastanak na kojem su bile vođe Ulsterske obrambene udruge i Ulsterski borci za slobodu. Taj događaj je imao kasnije i političku pozadinu jer je Gerry Adams, vođa Sinn Féina nosio sanduk na sprovodu Thomasa Begleysa.
Boks je popularan među mladeži. Jimmy Warnock koji je boksao 1930-ih pobijedio je Bennyja Lyncha, svjetskog prvaka u teškoj kategoriji, dva puta. Wayne McCullough je 1992. osvojio srebro u bantam kategoriji na Olimpijskim igrama u Barceloni 1992., dok je 1995. postao prvak svijeta u bantamu prema WBC-u.